# Букайо Сака
Букайо Сака (англ. Bukayo Saka, нар. 5 вересня 2001, Лондон) — англійський футболіст, нападник клубу «Арсенал» і збірної Англії.

## Клубна кар'єра
Народився 5 вересня 2001 року в місті Лондон. Вихованець футбольної школи клубу «Арсенал». Дорослу футбольну кар'єру розпочав 2018 року в основній команді того ж клубу.
У складі лондонців був у заявці серед гравців, що перебували на лаві запасних у фінальному матчі Ліги Європи 2019 але на поле не виходив.
Свій перший гол Сака забив 19 вересня ударом з дальньої дистанції у ворота німецького «Айнтрахта» у Франкфурті в Лізі Європи. Також в його активі дві результативні передачі, загальний рахунок гри 3–0 на користь англійців. У матчі прем'єр-ліги на Олд-Траффорд проти «Манчестер Юнайтед» Букайо асистував Обамеянгу, який зрівняв рахунок 1–1.
27 січня 2020 року забив дебютний гол у складі «канонірів» в Кубку Англії проти «Борнмуту» 2–1. Пізніше цей гол був визнаний найкращим голом раунду BBC Sport. Через два тижні відзначився результативною передачею на Ніколя Пепе. У Лізі Європи Сака також записав до активу результативну передачу на Александра Ляказетт у переможній грі 1–0 проти грецького «Олімпіакоса». 1 липня 2020 року Сака підписав новий довгостроковий контракт з «Арсеналом». Згодом забив свій перший гол у Прем’єр-лізі в ворота Руї Патрісіу в переможному матчі 2–0 проти «Вулвергемптон Вондерерз». За підсумками сезону увійшов до трійки найкращих гравців «Арсеналу».
29 серпня 2020 року Сака вийшов у стартовому складі та віддав результативну передачу П’єру-Емеріку Обамеянгу в матчі Суперкубку Англії проти «Ліверпуля». 4 жовтня відзначився голом у переможній грі 2–1 проти «Шеффілд Юнайтед» на Емірейтс. 8 листопада Сака забив автогол у домашній поразці з рахунком 0–3 проти «Астон Вілли».
У День подарунків 2020 року Букайо забив гол у своєму 40-му матчі Прем’єр-ліги за «Арсенал» у переможній грі 3–1 проти «Челсі». У грудні 2020 та січні 2021 років нападника визнали гравцем місяця клубу «Арсенал». У лютому його втретє визнали після того, як забив один гол і зробив дві результативні передачі, отримавши 48% голосів.
6 березня 2021 року Сака зіграв свій 50-й матч у Прем’єр-лізі за «Арсенал» у виїзній грі 1–1 проти «Бернлі». 15 квітня Сака відзначився забитим голом у переможній грі 4–0 в чвертьфіналі Ліги Європи проти чеської «Славії». Після цієї гри його назвали найкращим гравцем тижня в Лізі Європи.
На старті нового сезону 2021–22 Сака забив свій перший гол у переможному матчі 6–0 другого раунду Кубка Футбольної ліги проти «Вест-Бромвіч Альбіон». У вересні відзначився голом у переможній грі Прем’єр-ліги 3–1 над «Тоттенгем Готспур». 30 жовтня Сака провів свій 100-й матч за «Арсенал», ознаменувавши цю подію результативною передачею у виїзній перемозі 2–0 проти «Лестер Сіті». 26 грудня Букайо зробив свій перший дубль, коли «Арсенал» переміг «Норвіч Сіті» з рахунком 5–0 на Керроу Роуд.
«Арсенал» посів п’яте місце в Прем’єр-лізі, не потрапивши до кваліфікації Ліги чемпіонів УЄФА на наступний сезон. За підсумками сезону нападник був номінований на звання Гравця сезону Прем'єр-ліги, Найкращого молодого гравця сезону Прем'єр-ліги та Найкращого молодого гравця року за версією PFA. Сака другий сезон поспіль визнаний найкращим гравцем «Арсеналу», таким чином повторивши досягнення Тьєррі Анрі, якому це вдалось також двічі в 2003 та 2004 роках.
Сака провів 100-у гру в Прем'єр-лізі у матчі з «Борнмутом» 20 серпня 2022 року, ставши другим наймолодшим гравцем «Арсеналу», який досяг цього рубежу. 13 березня Сака отримав нагороду «Молодий гравець року серед чоловіків» на Лондонській футбольній премії 2023 року. У березні 2023 року Букайо став гравцем місяця Прем'єр-ліги. Це перша нагорода такого гатунку в колекції гравця, що зробило його 22-м гравцем «Арсеналу», який виграв її. 23 травня 2023 року Сака підписав новий довгостроковий контракт з Арсеналом».

## Виступи за збірні
2017 року дебютував у складі юнацької збірної Англії, взяв участь у 19 іграх на юнацькому рівні, відзначившись 3 забитими голами.
4 вересня 2020 року Сака дебютував у молодіжній збірній Англії під час перемоги з рахунком 6:0 у гостях у Косово. 1 жовтня Сака був вперше викликаний до національної збірної Англії та дебютував в переможній грі 3–0 проти Уельсу. Зігравши чотири рази за Англію, Сака тепер прив'язаний до Англії на міжнародному рівні і більше не може представляти Нігерію.
2 червня 2021 року в товариському матчі проти Австрії Сака забив свій перший гол, який став єдиним у грі 1–0.
10 листопада Сака був включений до складу збірної Англії на чемпіонат світу з футболу 2022 року. 21 листопада у стартовому матчі Англії на турнірі проти збірної Ірану зробив дубль.
| Дата       | Місто              | Господарі          | Результат               | Гості              | Турнір                                    | Голи | Примітки  |
| ---------- | ------------------ | ------------------ | ----------------------- | ------------------ | ----------------------------------------- | ---- | --------- |
| 8-10-2020  | Лондон             | Англія             | 3 – 0                   | Уельс              | товариський матч                          | -    | 76'       |
| 12-11-2020 | Лондон             | Англія             | 3 – 0                   | Ірландія           | товариський матч                          | -    |           |
| 15-11-2020 | Левен              | Бельгія            | 2 – 0                   | Англія             | Ліга націй УЄФА 2020—2021 - груповий етап | -    | 38'       |
| 18-11-2020 | Лондон             | Англія             | 4 – 0                   | Ісландія           | Ліга націй УЄФА 2020—2021 - груповий етап | -    |           |
| 2-6-2021   | Мідлсбро           | Англія             | 1 – 0                   | Австрія            | товариський матч                          | 1    |           |
| 22-6-2021  | Лондон             | Чехія              | 0 – 1                   | Англія             | ЧЄ 2020 - груповий етап                   | -    | 84'       |
| 29-6-2021  | Лондон             | Англія             | 2 – 0                   | Німеччина          | ЧЄ 2020 - 1/8 фіналу                      | -    | 69'       |
| 7-7-2021   | Лондон             | Англія             | 2 – 1 д.ч.              | Данія              | ЧЄ 2020 - півфінал                        | -    | 69'       |
| 11-7-2021  | Лондон             | Італія             | 1 – 1 д.ч. (3 – 2 п.п.) | Англія             | ЧЄ 2020 - фінал                           | -    | 70'       |
| 2-9-2021   | Будапешт           | Угорщина           | 0 – 4                   | Англія             | Відбір до ЧС 2022                         | -    | 88'       |
| 5-9-2021   | Лондон             | Англія             | 4 – 0                   | Андорра            | Відбір до ЧС 2022                         | 1    |           |
| 9-10-2021  | Андорра-ла-Велья   | Андорра            | 0 – 5                   | Англія             | Відбір до ЧС 2022                         | 1    |           |
| 12-10-2021 | Лондон             | Англія             | 1 – 1                   | Угорщина           | Відбір до ЧС 2022                         | -    | 62'       |
| 15-11-2021 | Серравалле         | Сан-Марино         | 0 – 10                  | Англія             | Відбір до ЧС 2022                         | 1    |           |
| 4-6-2022   | Будапешт           | Угорщина           | 1 – 0                   | Англія             | Ліга націй УЄФА 2022—2023 - груповий етап | -    | 46'       |
| 7-6-2022   | Мюнхен             | Німеччина          | 1 – 1                   | Англія             | Ліга націй УЄФА 2022—2023 - груповий етап | -    | 80'       |
| 11-6-2022  | Вулвергемптон      | Англія             | 0 – 0                   | Італія             | Ліга націй УЄФА 2022—2023 - груповий етап | -    | 79'       |
| 14-6-2022  | Вулвергемптон      | Англія             | 0 – 4                   | Угорщина           | Ліга націй УЄФА 2022—2023 - груповий етап | -    | 85'       |
| 23-9-2022  | Мілан              | Італія             | 1 – 0                   | Англія             | Ліга націй УЄФА 2022—2023 - груповий етап | -    | 72'       |
| 26-9-2022  | Лондон             | Англія             | 3 – 3                   | Німеччина          | Ліга націй УЄФА 2022—2023 - груповий етап | -    | 66'       |
| 21-11-2022 | Ер-Раян            | Англія             | 6 – 2                   | Іран               | ЧС 2022 - груповий етап                   | 2    | 70'       |
| 25-11-2022 | Ель-Хаур           | Англія             | 0 – 0                   | США                | ЧС 2022 - груповий етап                   | -    | 78'       |
| 4-12-2022  | Ель-Хаур           | Англія             | 3 – 0                   | Сенегал            | ЧС 2022 - 1/8 фіналу                      | 1    |           |
| 10-12-2022 | Ель-Хаур           | Англія             | 1 – 2                   | Франція            | ЧС 2022 - чвертьфінал                     | -    | 80'       |
| 23-03-2022 | Неаполь            | Італія             | 1 – 2                   | Англія             | Відбір до ЧЄ 2024                         | -    | 85'       |
| 26-03-2022 | Лондон             | Англія             | 2 – 0                   | Україна            | Відбір до ЧЄ 2024                         | 1    |           |
| 16-06-2023 | Та-Калі            | Мальта             | 0 – 4                   | Англія             | Відбір до ЧЄ 2024                         | -    | 46'       |
| 19-06-2023 | Манчестер          | Англія             | 7 – 0                   | Північна Македонія | Відбір до ЧЄ 2024                         | 3    |           |
| 9-9-2023   | Вроцлав            | Україна            | 1 – 1                   | Англія             | Відбір до ЧЄ 2024                         | -    | 86'       |
| 12-9-2023  | Глазго             | Шотландія          | 1 – 3                   | Англія             | товариський матч                          | -    | 71'       |
| 17-11-2023 | Лондон             | Англія             | 2 – 0                   | Мальта             | Відбір до ЧЄ 2024                         | -    | 46'       |
| 20-11-2023 | Скоп'є             | Північна Македонія | 1 – 1                   | Англія             | Відбір до ЧЄ 2024                         | -    | 84'       |
| 7-6-2024   | Лондон             | Англія             | 0 – 1                   | Ісландія           | товариський матч                          | -    | 64'       |
| 16-6-2024  | Гельзенкірхен      | Сербія             | 0 – 1                   | Англія             | ЧЄ 2024 - груповий етап                   | -    | 76'       |
| 20-6-2024  | Франкфурт-на-Майні | Данія              | 1 – 1                   | Англія             | ЧЄ 2024 - груповий етап                   | -    | 70'       |
| 25-6-2024  | Кельн              | Англія             | 0 – 0                   | Словенія           | ЧЄ 2024 - груповий етап                   | -    | 71'       |
| 30-6-2024  | Гельзенкірхен      | Англія             | 2 – 1 д.ч.              | Словаччина         | ЧЄ 2024 - 1/8 фіналу                      | -    |           |
| 6-7-2024   | Дюссельдорф        | Англія             | 1 – 1 д.ч. (5 - 3 п.п.) | Швейцарія          | ЧЄ 2024 - чвертьфінал                     | 1    |           |
| 10-7-2024  | Дортмунд           | Нідерланди         | 1 – 2                   | Англія             | ЧЄ 2024 - півфінал                        | -    | 86' 90+3' |
| 14-7-2024  | Берлін             | Іспанія            | 2 – 1                   | Англія             | ЧЄ 2024 - фінал                           | -    |           |
| 7-9-2024   | Дублін             | Ірландія           | 0 – 2                   | Англія             | Ліга націй УЄФА 2024-2025 - груповий етап | -    |           |
| 10-9-2024  | Лондон             | Англія             | 2 – 0                   | Фінляндія          | Ліга націй УЄФА 2024-2025 - груповий етап | -    | 66'       |
| 10-10-2024 | Лондон             | Англія             | 1 – 2                   | Греція             | Ліга націй УЄФА 2024-2025 - груповий етап | -    | 45+1' 52' |
| Усього     |                    | Матчів             | 43                      |                    | Голів                                     | 12   |           |

## Титули та досягнення

### Командні
Англія
- Віце-чемпіон Європи (1): 2020

 «Арсенал»
- Володар Кубка Англії (1): 2019–20
- Володар Суперкубка Англії (2): 2020, 2023